# Mercedes Jijón
María de las Mercedes Jijón de Vivanco y Chiriboga (Otavalo, 25 de marzo de 1811 - Quito, 4 de junio de 1878) fue la esposa del general Juan José Flores, primer presidente constitucional de Ecuador, y por tanto primera dama de la nación.

## Biografía
Nació el 25 de marzo de 1811 en la ciudad de Otavalo de la Presidencia de Quito, entonces parte del Imperio español, fue la última hija del terrateniente y comerciante de sal Antonio Jijón Chiriboga, y su esposa Mariana Vivanco Calisto. Mercedes y sus diez hermanos mayores eran parte de una familia respetada e influyente, de muy buena posición económica, y con antecedentes nobiliarios en la Casa de Condes de Jijón por el lado paterno, por lo que Mercedes llegó a litigar infructuosamente el título con su primo Francisco Jijón.
Josefa, una de sus hermanas, se convirtió en la primera esposa de Pedro José de Arteta y Calisto, quién sería vicepresidente de la República entre 1865 y 1869, y por tanto encargado de la presidencia entre 1867 y 1868.

### Matrimonio

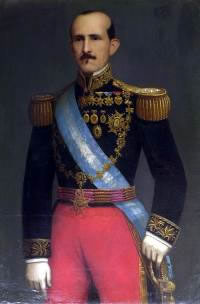
Juan José Flores.

Después de la independencia y de la unión de la Audiencia de Quito a la Gran Colombia, el general venezolano Juan José Flores fue designado prefecto del Departamento del Sur, y para legitimar su administración y su posterior Presidencia en el imaginario de la población de las tierras de Ecuador, puso los ojos sobre la joven Mercedes, que para entonces contaba con apenas 13 años de edad.
El matrimonio se llevó a cabo en la Catedral de Quito el 21 de octubre de 1824, en una ceremonia presidida por el obispo Nicolás de Arteta y Calisto, en la que fueron padrinos José Félix Valdivieso y su esposa Catalina Valdivieso Sánchez, y que contó con la presencia de altos oficiales de la guarnición de la ciudad y numerosos parientes de la novia.
La recepción se llevó a cabo en los salones del Palacio de Carondelet, con toda la pompa y la altura que Flores quería demostrar como jefe y comandante general que era del Departamento del Sur, y para ello había mandado a pintar 22 retratos de los generales vinculados a la Independencia del territorio, que dispuso originalmente en la galería del edificio, y después trasladó a su propiedad de la Quinta El Placer.
Algunos historiadores, como Jorge Salvador Lara, sostienen que el enlace se llevó a cabo únicamente para facilitar la preeminencia social y política de Flores. Aunque también se dice que Mercedes era una joven hermosa, de porte distinguido, con profundo sentido de la solidaridad y la familia, que como esposa abnegada no dudó en apoyar a su marido durante todos los capítulos de su vida, incluso los más oscuros, como el exilio que le fue impuesto tras la Revolución Marcista de 1845.
El mismo Simón Bolívar hablaría de Mercedes en estos términos, después de conocerla el 12 de abril de 1829: «no sé si es más discreta que bella, o más bella que discreta». El 11 de julio de 1829 fue madrina de bautizo de Teresa de Sucre y Carcelén de Guevara, la única hija del mariscal Antonio José de Sucre y Mariana Carcelén de Guevara, esta última, prima segunda de Mercedes.

### Descendencia
El matrimonio conformado por Juan José Flores y Mercedes Jijón de Vivanco tuvo trece hijos, ocho mujeres y cinco varones, que les darían alrededor de 35 nietos:

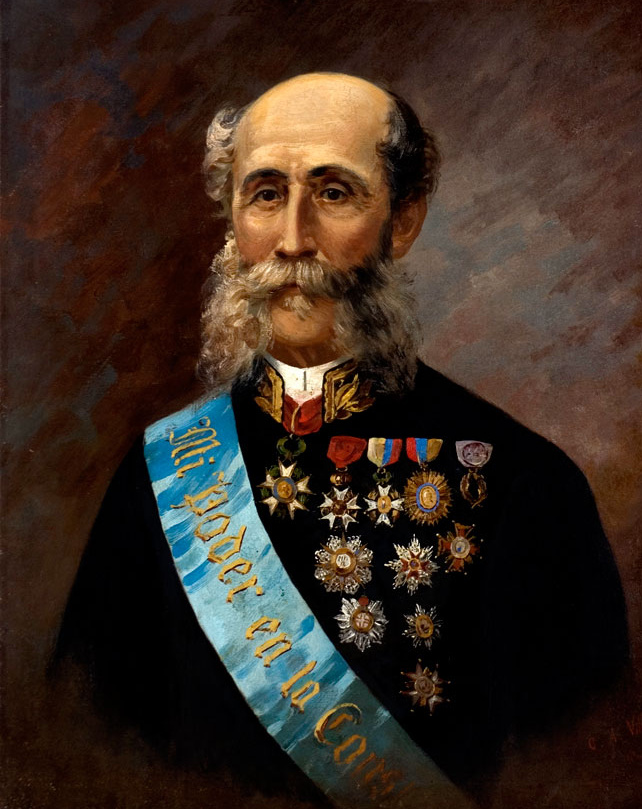
Antonio Flores Jijón.
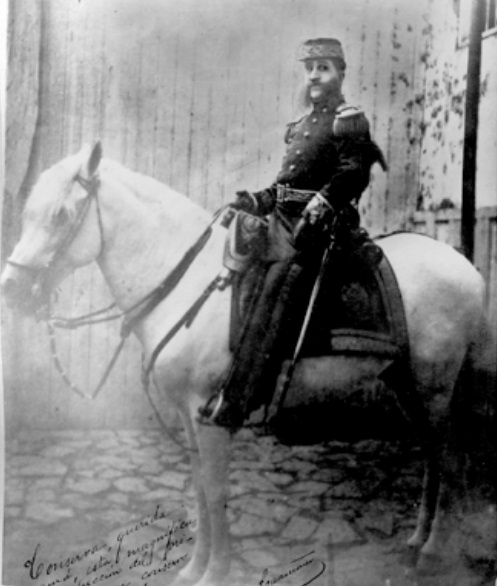
Reinaldo Flores Jijón.
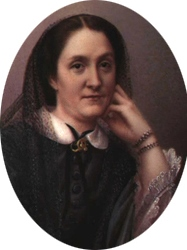
Amalia Flores Jijón.

### Vida adulta

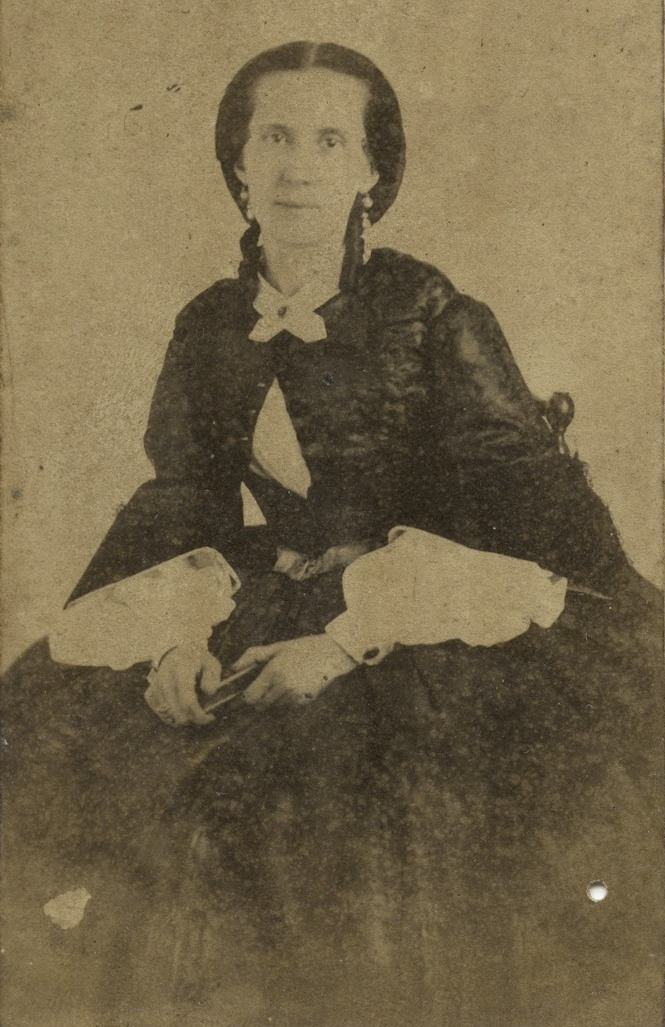
Mercedes, alrededor de 1855.

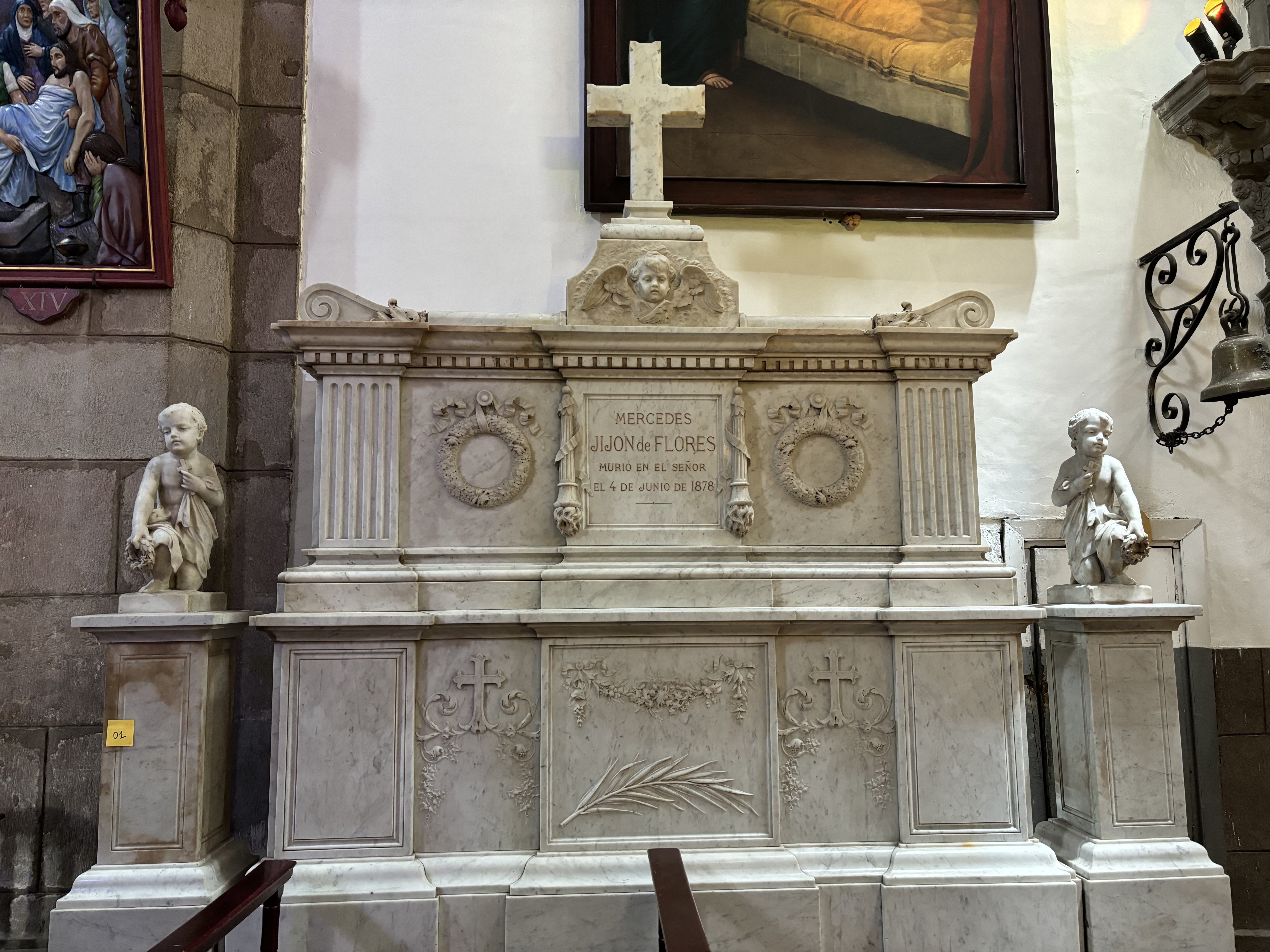
Cenotafio de Mercedes Jijón, Catedral Metropolitana de Quito.

Mercedes Jijón de Vivanco, de tan solo 19 años de edad en aquel entonces, se convirtió en la primerísima primera dama de Ecuador el 13 de mayo de 1830, cuando el país se separó formalmente de la Gran Colombia y su esposo ascendió a la Presidencia del mismo. Como cónyuge del Primer Mandatario ecuatoriano se caracterizó por ofrecer las más refinadas tertulias y bailes, tanto en el Palacio de Carondelet como en su casa, muy cercana a la Plaza Grande.
Cuando Ecuador tomó formalmente posesión del archipiélago de Galápagos en 1832, y los nombres ingleses de las islas fueron cambiados, Chatham (actual San Cristóbal) recibió el de «isla Mercedes» en honor a la esposa del presidente Juan José Flores.
Fiel a sus principios de solidaridad y amor a la familia, tomó a su cargo la crianza de su sobrina Mercedes Jijón Andrade, a quien acogió en su casa de Quito y le procuró una esmerada educación, arreglando para ella un conveniente enlace matrimonial que en 1846 se concretó con el abogado Andrés Moncayo Sierra.
En 1843 le suplicó a su esposo que no aceptara la presidencia de la República que le ofrecía la Asamblea Constituyente, y aunque Flores terminó haciéndolo, en 1861 le confesaría a un amigo al respecto: «más de una vez me he arrepentido de no haberla oído». Tras el destierro impuesto al General por la Revolución Marcista de 1845, Mercedes se mostró como una mujer capaz de afrontar las adversidades que le correspondió vivir, sacando adelante a sus once hijos y manteniendo una nutrida correspondencia con su cónyuge. De esta época se conoce que también mantuvo intercambio epistolar con Manuela Sáenz, que se encontraba desterrada en Paita, y con José Joaquín de Olmedo, quien la llamaba comadre y se mostraba afligido por la situación en la que habían quedado tanto ella como sus hijos.

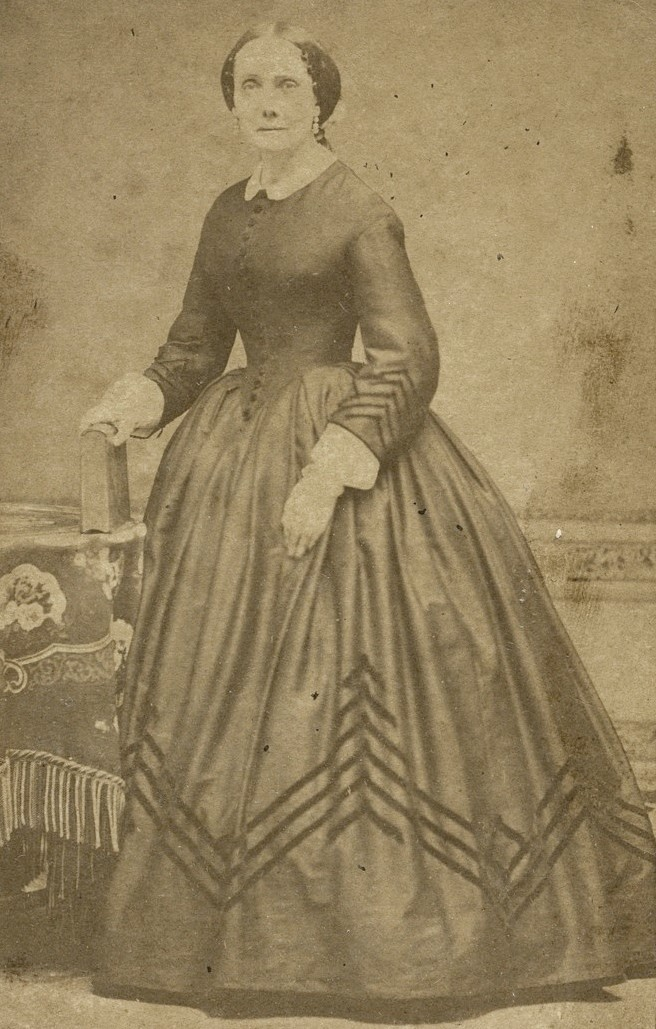
Imagen de Mercedes Jijón captada en Quito alrededor del año 1875.

El epistolario que mantuvo con su marido fue de las principales pruebas con que contaron los Gobiernos latinoamericanos para levantarse contra Juan José Flores y la reina María Cristina de Borbón-Dos Sicilias en 1846, cuando ambos planeaban una invasión para instalar una monarquía con Agustín Muñoz y de Borbón-Dos Sicilias a la cabeza de un tentativo Reino Unido de Ecuador, Perú y Bolivia. Este episodio provocó que tanto Mercedes como sus hijos fueran desterrados a la ciudad colombiana de Pasto en 1847, no sin antes esconder toda la documentación en el monasterio de El Carmen Bajo, donde permaneció por largos años.
En diciembre de 1850, junto a sus hijas y otras damas notables de la ciudad de Quito como Rosa Montúfar y Teresa Larrea (madre de la Marquesa de Solanda), firmó un pedido al papa Pío IX para que permitiera el regreso de la Orden jesuita a tierras ecuatorianas, cosa que se produjo al año siguiente. Aquello da fe de que incluso con la desgracia política que pesaba sobre la figura de su esposo, el nombre de Mercedes y su familia aún era importante en la alta sociedad ecuatoriana.
En 1853 Juan José Flores dirigió una invasión naval a Guayaquil, por lo que toda la familia fue nuevamente expulsada de Ecuador y se exilió en Santiago de Chile primero, y en Lima después. Mercedes vivió en la capital peruana hasta 1861, año en que regresó para instalarse en su casa de Quito, gracias a que su esposo e hijos Reinaldo y Antonio se aliaron con Gabriel García Moreno durante la Guerra peruano-ecuatoriana.
Mercedes Jijón de Vivanco falleció en la ciudad de Quito el 4 de junio de 1878, a la edad de 67 años, y sus restos mortales fueron depositados en la cripta subterránea de la Catedral Metropolitana de Quito por orden del entonces presidente Ignacio de Veintimilla, quien mediante su sobrina Marieta mandó a diseñar una cenotafio especial que recuerde que la ex primera dama reposa en el templo, y así perpetuar su memoria junto a la de su esposo, que hasta el día de hoy se encuentra en un mausoleo del otro lado del altar mayor.